# Heroes for Sale
Heroes for Sale è il quarto album dei Nasty Idols, uscito nel 2002 per l'Etichetta discografica Perris Records.

## Tracce
1. Hero for Sale (Pierce) 5:08
2. Down (Pierce) 3:33
3. Sheila (Pierce) 3:42
4. Cool Runnings (Pierce) 3:55
5. Too Drunk to Fuck (Biafra) 3:08 (Dead Kennedys Cover)
6. Wish You Were Alive (Pierce) 5:25
7. Blinds Leads Blind (Qwarfort) 4:24
8. Dead by Dawn (Pierce) 4:51
9. When the Blood Runs Cold (Pierce) 5:42
10. Generation Landslide (Nielsen, Qwarfort, Stanley) 4:31
11. Give Me No Lip (Pierce) 4:03

## Formazione
- Andy Pierce - voce
- Peter Espinoza - chitarra
- Dick Qwarfort - basso
- Stanley - batteria